# Joel Parker
Joel Parker (Freehold, 24 novembre 1816 – Filadelfia, 2 gennaio 1888) è stato un politico statunitense del Partito Democratico.
Fu Governatore del New Jersey dal 1863 al 1866, e poi dal 1872 al 1875.

## Biografia
Si laureò al College of New Jersey (poi Universitò di Princeton) nel 1839 in legge, e successivamente praticò da avvocato a Freehold. Nel 1847 fu eletto deputato all'Assemblea generale del New Jersey per il Partito Democratico; nel 1851 rinunciò a ricandidarsi per diventare prosecutor of pleas della contea di Monmouth.
Nel 1860 fu nominato Maggior generale della milizia del New Jersey.
Nel 1862 fu eletto Governatore del New Jersey, sconfiggendo Marcus L. Ward. Parker apparteneva ai "War Democrat", una corrente che sosteneva la soluzione militare alla guerra civile (in opposizione ad un accordo con la Confederazione), anche se fu critico rispetto alle decisioni di Lincoln di restringere le libertà civili in nome dello sforzo bellico. Fu anche critico del Proclama di emancipazione, che considerava incostituzionale. Dopo la guerra, sostenne anche l'amnestia di quanti avevano sostenuto la Confederazione.
Nel 1871 fu rieletto governatore; dopo la fine del suo secondo mandato fu procuratore generale del New Jersey e giudice della Corte suprema del New Jersey (1880-1888).